# Ochna micrantha
Ochna micrantha är en tvåhjärtbladig växtart som beskrevs av Georg August Schweinfurth, Amp; Gilg och Ernest Friedrich Gilg. Ochna micrantha ingår i släktet Ochna och familjen Ochnaceae. Inga underarter finns listade i Catalogue of Life.